# Ilha de Manar

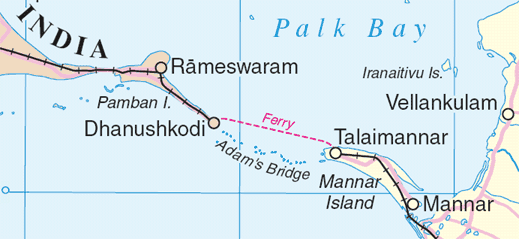
Manar fica muito perto da ponte de Adão

A ilha de Manar (tâmil: மன்னார) é uma parte do distrito de Manar, no Sri Lanca. A ilha está ligada com o resto do Sri Lanca por uma ponte. Tem uma área de 50 km², principalmente coberto com vegetação e areia.
Entre 1914 e 1964, havia um trem e uma linha férrea do subcontinente indiano via Dhanushkodi e Talaimannar para Colombo, mas a linha não voltou a funcionar após os danos causados por um ciclone em 1964.
A ilha é seca e estéril; a pescaria é economicamente importante.
Seus principais povoados são Manar e Erukkulampiddi, localizados na costa oriental, e Pesalai, na costa ocidental, todos conectados pela estrada A14 que leva até a ponte que se liga ao Sri Lanca.